# Destination Earth (Europese Unie)
Destination Earth, ook wel DestinE genoemd, is een initiatief van de Europese Commissie van Ursula Von der Leyen. Het doel is om een digitale simulatie van de aarde te maken met een zogenaamde digitale tweeling die zal worden gebruikt om de effecten van klimaatverandering en milieurampen beter te begrijpen en om beleidsmakers in staat te stellen effectiever op deze problemen te reageren.

## Achtergrond
Het Destination Earth-project belichaamt de bredere reikwijdte van de Von der Leyen-commissie. Het project sluit aan bij de twee hoofdprioriteiten van de Commissie, namelijk de digitale transitie en de klimaattransitie, die samen streven naar koolstofneutraliteit tegen 2050. Destination Earth is geïntegreerd in het programma Digitaal Europa en de Europese Green Deal en wil een digitale simulatie van de aarde creëren met een digitale tweeling van onze planeet: een exacte digitale reproductie van de aarde. Het zal een ongekende hoeveelheid realtime gegevens van klimaat-, meteorologische, gedrags- en atmosferische sensoren gebruiken om dit uiterst nauwkeurige model van onze planeet te ontwikkelen.

## Relevantie van het project
Dit zeer nauwkeurige digitale model van de aarde zou verschillende gebruikersgroepen, zoals openbare groepen en de wetenschappelijke en particuliere gemeenschappen, in staat stellen om natuurlijke en menselijke activiteit te monitoren en te simuleren, en om testscenario's te ontwikkelen om de effecten van klimaatverandering beter te voorspellen. Met de huidige uitdaging op het gebied van klimaatverandering is dit initiatief zeer relevant. Met behulp van DestinE-modellering kan de Europese Commissie, als onderdeel van de Europese Green Deal, maar ook de lidstaten de impact en efficiëntie van milieuwetgevingsvoorstellen evalueren.

## Chronologie
- November 2019: de eerste stakeholderworkshop over DestinE vindt plaats.[6] Hij brengt een verscheidenheid aan potentieel geïnteresseerde partijen samen van de overheid, de industriële en de wetenschappelijke wereld.
- Oktober 2020: DG Connect (het directoraat-generaal Communicatienetwerken, inhoud en technologie van de Europese Commissie) organiseert twee workshops georganiseerd over "Weer-geïnduceerde en geofysische extremen" (21 oktober) en "Aanpassing aan klimaatverandering" (22 oktober) met experts uit wetenschappelijke gemeenschappen, die hebben geleid tot een reeks aanbevelingen.[7]

In overleg met instellingen zoals het Europese Ruimtevaartagentschap (ESA), het Europese Centrum voor Weersvoorspellingen op Middellange Termijn (ECMWF), de Europese Organisatie voor de exploitatie van meteorologische satellieten (EUMETSAT) en de diensten en agentschappen van de Europese Commissie heeft het Gemeenschappelijk Centrum voor Onderzoek (JRC) een studie gepubliceerd getiteld “Destination Earth - Use Case Analysis”. Ze geeft een state-of-the-art analyse van de vereisten voor de ontwikkeling en creatie van digitale tweelingen. Ze geeft ook de benodigde technische architectuur en brengt voor het eerst reeds bestaande ontwikkelingen in Europa op het gebied van digital twins in kaart.
- Januari 2021: Destination Earth wordt officieel gelanceerd.

## Implementatie
DestinE werd gelanceerd op 1 januari 2021 en zal de komende 7 tot 10 jaar geleidelijk worden geïmplementeerd. Het operationele platform van de modellering van "digitale tweelingen en diensten" zal door de Europese Commissie worden ontwikkeld in het kader van het programma Digitaal Europa . Financieel is het Horizon Europe, het “kaderprogramma” van de Europese Unie voor onderzoek en innovatie dat op 1 januari 2021 in werking is getreden, dat de basis legt voor het onderzoek en de innovatie voor de verdere ontwikkeling van DestinE. DestinE kan zich ook associëren met andere EU-programma's, zoals het nieuwe ruimtevaartprogramma dat de Europese ruimtevaartindustrie zal ondersteunen. Andere mogelijke synergieën met nationale initiatieven zullen worden onderzocht.

## Belangrijkste stappen van DestinE
Meer in detail zal Destination Earth naar verwachting drie geplande fasen volgen:
- Tegen 2023: lancering van het operationele platform. Het zal de eerste twee digitale tweelingen bevatten. Kans dat de EU hierin slaagt is groot. Zoals Josef Aschbacher – de directeur van de European Space Agency sinds 1 maart 2021 – op 17 januari 2021 aan Bloomberg vertelde, zal het Destination Earth-initiatief inderdaad in staat zijn om voor het einde van het decennium zijn eerste digitale tweelingmodellen te produceren.[11]
- Tegen 2025: het platform zal 4 tot 5 operationele digital twins integreren. Op dat moment zal het platform naar verwachting openstaan voor de publieke sector, zodat zij de impact van beleidsmaatregelen en wetgevende maatregelen op het milieu en klimaat kunnen ontwikkelen, monitoren en beoordelen.
- Tegen 2025-30: ontwikkeling naar een volledige digitale tweeling van de aarde door een convergentie van de digitale tweelingen die al via het platform worden aangeboden.